# Pöschlianer
Die Pöschlianer waren eine durch den Kooperator Thomas Pöschl  (* 2. März 1769 in Höritz bei Krumau in Böhmen; † 15. November 1837 in Wien) begründete millenaristische Gemeinschaft, deren Mitglieder an einen bald bevorstehenden Weltuntergang glaubten und diesen durch Menschenopfer abwenden wollten.

## Vorgeschichte

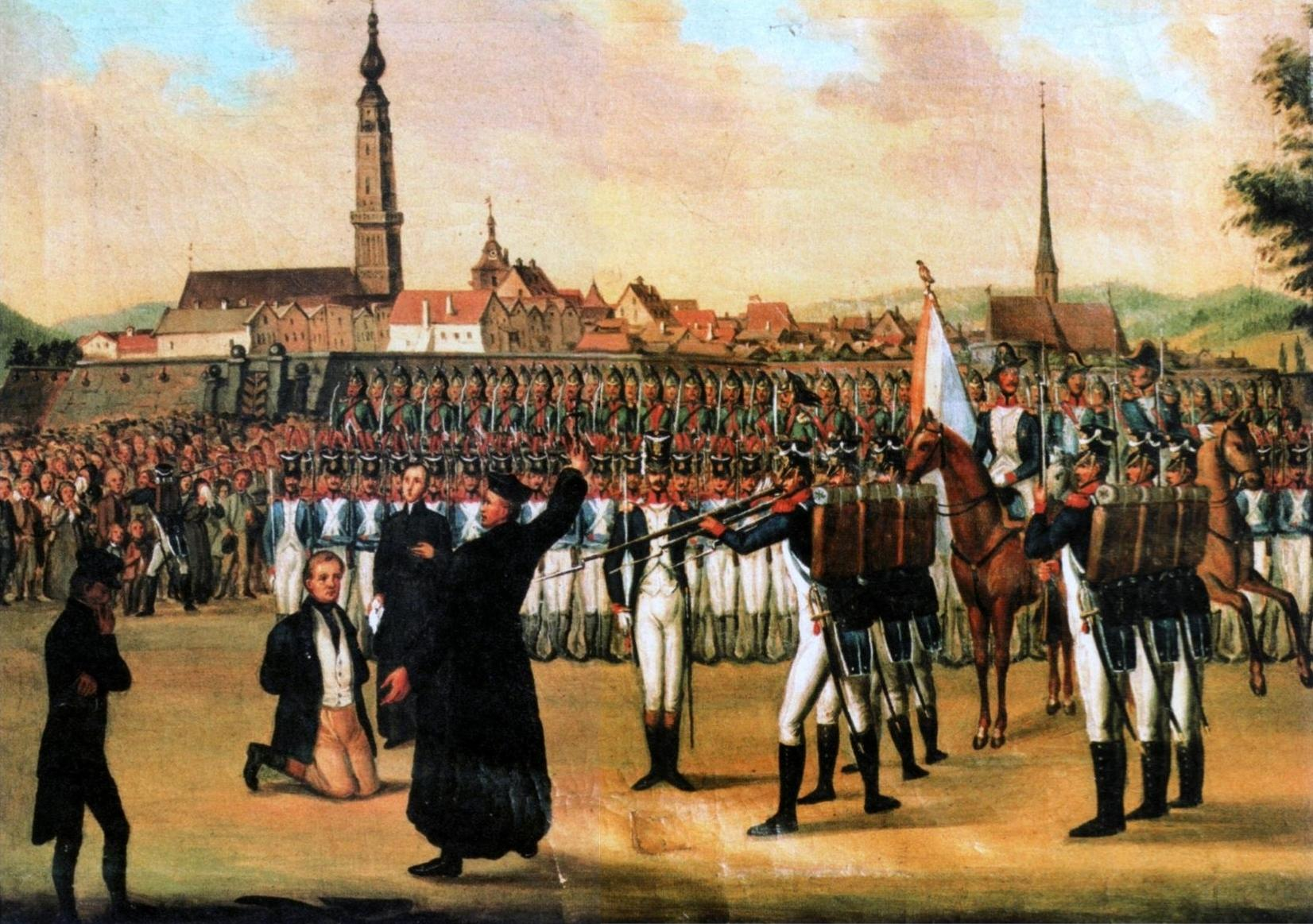
Hinrichtung Johann Philipp Palms mit Darstellung des anwesenden Geistlichen

Auf Befehl Napoleons wurde der evangelische Buchhändler Johann Philipp Palm aus Nürnberg nach Braunau am Inn gebracht und am 26. August 1806 dort hingerichtet. Er hatte ein Buch in Umlauf gebracht, das zum Widerstand gegen die französische Besatzung aufrief, war aber nicht bereit, die Textautoren zu verraten. Da es weit und breit keinen evangelischen Geistlichen gab, hatte ihn der katholische Kaplan Thomas Pöschl zur Hinrichtung zu geleiten. Diese ihn zutiefst verstörende Begebenheit führte ihn zu der Überzeugung, die Menschheit sei völlig verdorben und das Jüngste Gericht werde demnächst über die Menschen hereinbrechen. Die Menschen sollten daher zur Rettung ihres Seelenheils Buße tun.

## Pöschlianer
Wegen seiner ergreifenden Predigten wurde Thomas Pöschl 1812 nach Ampflwang strafversetzt. Hier fand er bald viele Anhänger. Die dortige Pfarrschwester Maria Sickinger erregte als Seherin Aufsehen, und er zeichnete ihre Visionen als Offenbarungen auf. Inhalt der „Neuen  Offenbarung“ waren die Bekehrung der Juden, die Gründung einer neuen, wahren jüdisch-katholischen Kirche und der Beginn eines tausendjährigen Reiches. In ihren Visionen sah sie Pöschl als den Bekehrer und Begründer dieser neuen Kirche. Sie veranlasste ihn, mit seiner Lehre an die Öffentlichkeit zu gehen. Bald fand er auch in den Nachbarorten Oberthalheim, Atzbach, Meggenhofen, Watzing und Taufkirchen an der Pram weitere Anhänger. Die Sektenmitglieder fasteten streng, beteten auf den Knien in der Öffentlichkeit und gingen oft zur Beichte.
Die Kirchenobrigkeit versuchte, Pöschl von seinen Anhängern zu trennen, und überstellte ihn am 27. März 1814 in das Priesterhaus in Salzburg. Darauf trennten sich tatsächlich etliche Anhänger von ihm; ein Rest teilte sich in zwei Gruppen auf: in die „Kinder des neuen Wortes Gottes“ („Pöschlianer“) und in die „Brüder und Schwestern in Sion“. Führer der Letzteren war der Bauer Johann Haas aus Ottnang, Schmidtofferl genannt, der von sich behauptete, Gott habe ihn zum Nachfolger Pöschls auserwählt. In seinem Haus, dem „Sitz der Dreifaltigkeit“, wurden angeblich Orgien gefeiert, was am 21. Februar 1817 das Einschreiten Polizei zur Folge hatte. Johann Haas wurde verhaftet, allerdings trat an seine Stelle nun seine Frau.
Die Sektenmitglieder waren der Überzeugung, am 30. März 1817 werde die Welt untergehen; sie verschenkten deshalb Hab und Gut und irrten in Erwartung des Jüngsten Gerichts umher. Zudem glaubten sie, Gott ließe sich durch ein Menschenopfer in der Karwoche versöhnen. Zum Kreuzestod wurde der Pfarrer Götz von Ampflwang ausgewählt. Dieser hörte aber rechtzeitig davon und konnte entkommen. Nun wurde als nächster der Bauer und Gemeinderichter Josef Haas aus Vorderschlagen vom Los getroffen. Dieser war zwar ein glühender Anhänger der Sekte, wollte aber doch nicht sterben. Er konnte sein 31-jähriges Patenkind Anna Maria Einzinger zum Opfertod überreden. Bevor diese getötet wurde, drangen einige Sektenanhänger auf Befehl von Josef Haas in die Wohnung der Nachbarsleute, erschlugen Maria Nehammer und verletzten deren Mann und ihre gemeinsame Tochter schwer. Die Familie Nehammer hatte sich als einzige Bewohner des Weilers Vorderschlagen nicht zu seiner Lehre bekehren lassen wollen. Die Polizei griff aufgrund einer Anzeige durch den Sohn der erschlagenen Maria Nehammer ein und verhaftete Joseph Haas.
Im Zuge des danach entstehenden Volksauflaufes versuchten einige Anhänger der Sekte, die Gefangenen und auch Haas zu befreien, worauf die Polizei in die Menge schoss, was mehrere Verletzte und ein Todesopfer zur Folge hatte. Haas wurde mangels Zurechnungsfähigkeit freigesprochen, blieb aber in Verwahrung.
Bis 1870 soll es Pöschlianer gegeben haben. Sie verehrten die Schwester von Josef Haas als „Maria, die Himmelsmutter“. Diese starb 81-jährig 1878 in Jeding (heute Teil von Gaspoltshofen).